# Grube (Holstein)
Grube ist eine Gemeinde im Kreis Ostholstein in Schleswig-Holstein.

## Geografie

### Geografische Lage
Die Gemeinde Grube liegt im Bereich des Naturraums Nordoldenburg und Fehmarn auf dem zuerst genannten Teil direkt im südlichen Abschnitt vom Oldenburger Graben nahe der Ostseeküste. Im Nordosten erstreckt sich das Gemeindegebiet bis hin zum Rosenfelder Strand, einem 2,5 km langen Naturstrand am Küstenabschnitt der Lübecker Bucht.

### Ortsteile
Zur Gemeinde Grube gehören folgende Ortschaften bzw. Wohnplätze: Gruberdieken, Gruber Fähre, Gruberfelde, Gruberhagen, Konzerberg, Muchelsdorf, Rosenfelde, Rosenhof, Schusterkrug, Siggeneben und Weberkamp.

### Geologie
Der Naturraum am Oldenburger Graben zwischen der Lübecker und der Hohwachter Bucht ist durch eine Zone mit Niedermooren und Feuchtgebieten geprägt.

## Politik

### Gemeindevertretung
- CDU: 7
- UGW: 4

Die Gemeindevertretung ist die kommunale Volksvertretung der Gemeinde Grube. Über die Zusammensetzung entscheiden die Bürger alle fünf Jahre. Die letzte Kommunalwahl fand am 14. Mai 2023 statt. Diese führte bei einer Wahlbeteiligung von 72,8 % zu nebenstehender Zusammensetzung der Gemeindevertretung.

### Verwaltung
Grube gehörte von 1889 bis 2006 dem gleichnamigen Amt an. Seitdem bilden Grube und die Gemeinden Dahme und Kellenhusen (Ostsee) eine Verwaltungsgemeinschaft mit der Gemeinde Grömitz, die die Verwaltungsgeschäfte für die drei Gemeinden führt.

### Wappen
Blasonierung: „In Gold über einem blauen Wellenbalken ein bewurzelter grüner Laubbaum.“
Der Baum dürfte eine Buche darstellen, von dem slawischen Begriffswort grob (Hain- oder Weißbuche) und die Deutung dürfte auch den heutigen Namen „Grube“ erklären. Die Lage des Ortes am ehemaligen Gruber Seegebiet wird durch den blauen Wellenbalken dargestellt.

## Kultur

### St. Jürgen-Kirche

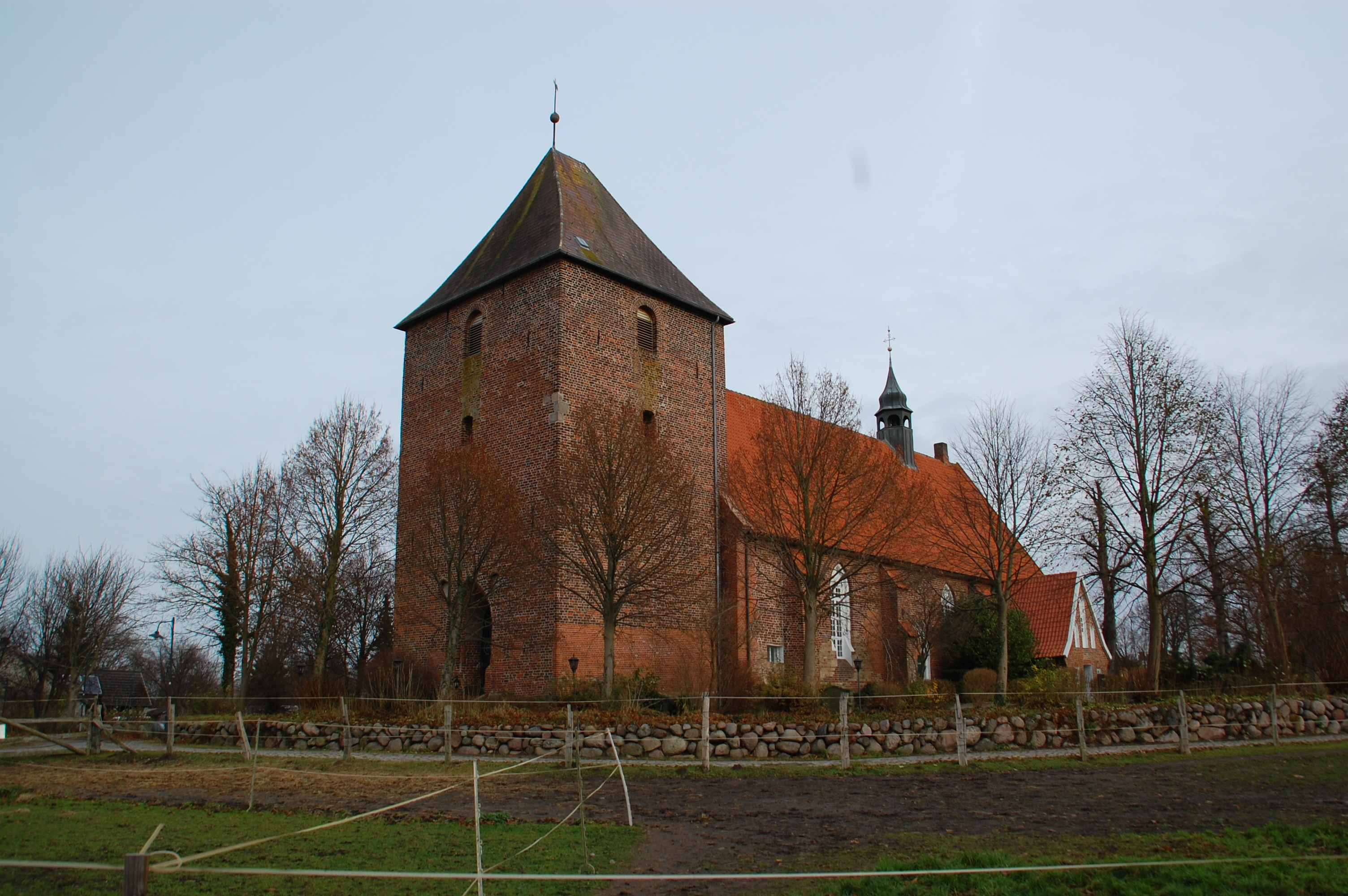
St. Jürgen Kirche (Grube, Ostholstein)

Die über 775 Jahre alte St. Jürgen-Kirche verfügt über einen Schnitzaltar aus dem 15. Jahrhundert.

### Dorfmuseum

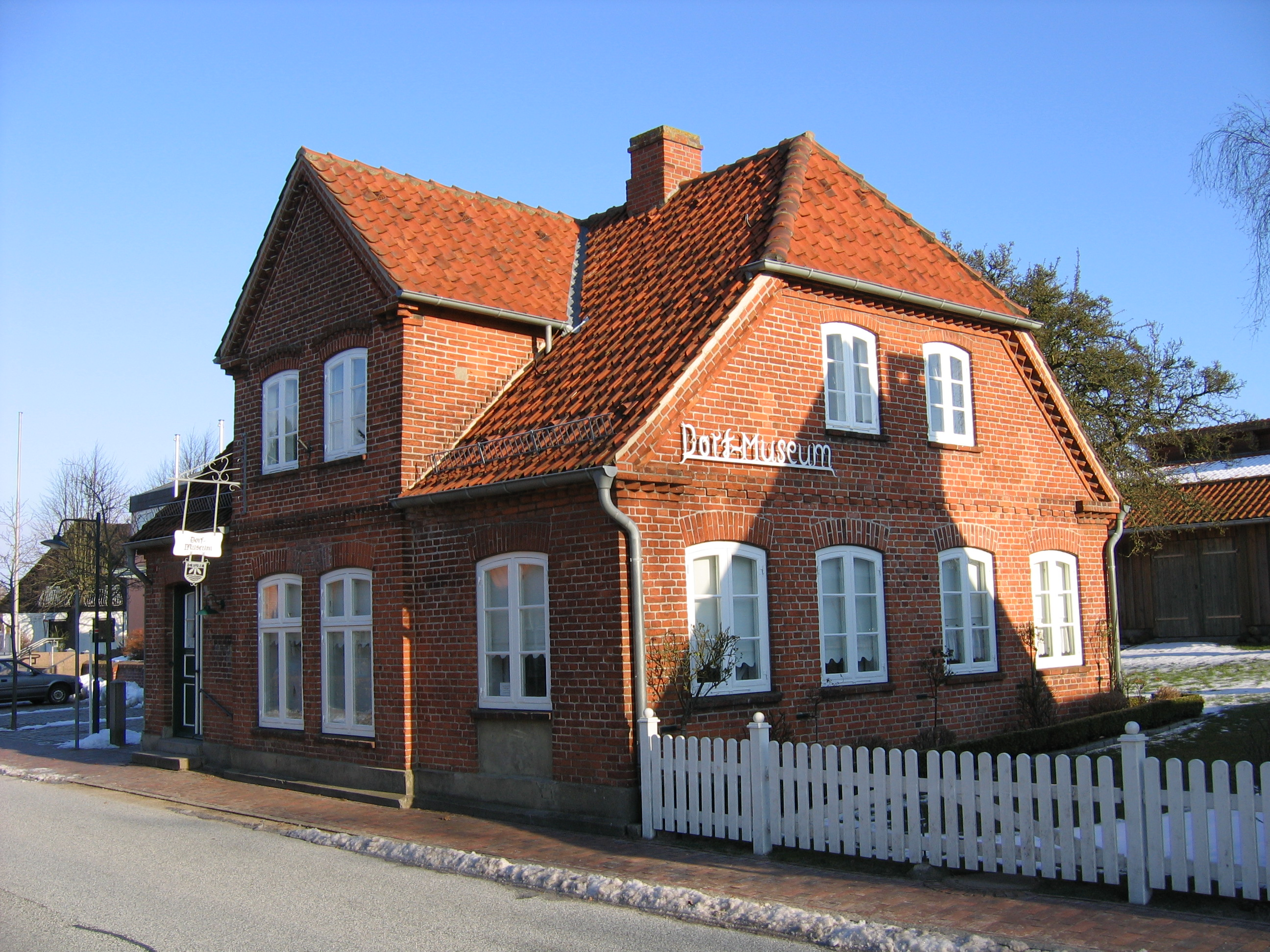
Dorfmuseum Grube

Das Dorfmuseum als Heimatmuseum befindet sich in einem 1890 erbauten, für Grube typischen Wohnhaus. Seit 1993 beherbergt es mitten im Ort eine volkskundliche sowie vor- und frühgeschichtliche Sammlung, die von interessierten Einwohnern aus Grube und Umgebung zusammengetragen wurde.
Ausgestellt und dokumentiert sind u. a. ein vollständig eingerichtetes Schlafzimmer um 1900, ein Schulklassenzimmer der 1930er Jahre, Fischfang, Reetgewinnung und -verarbeitung, die Trockenlegung des Gruber Sees im Jahre 1938 sowie vor- und frühgeschichtliche Funde. So zeigt z. B. eine Inszenierung im Maßstab 1:10 den Alltag und die Handwerke in der Steinzeit. Weiter sind die Institutionen wie Vereine, dörfliches Handwerk, bäuerliche Landwirtschaft und die Kirche, die den Ort prägten, dokumentiert. Als weitere Attraktion ermöglicht es über eine Standbildleitung einen Blick in das Gruber Storchennest.
Das Museum zeigt auch ein Modell des ehemaligen Gruber Pfarrhauses; das Original steht im Freilichtmuseum Molfsee. In diesem Haus hatte Johannes Stricker sein 1584 veröffentlichtes Drama De düdesche Schlömer erstellt.

### Friedhof

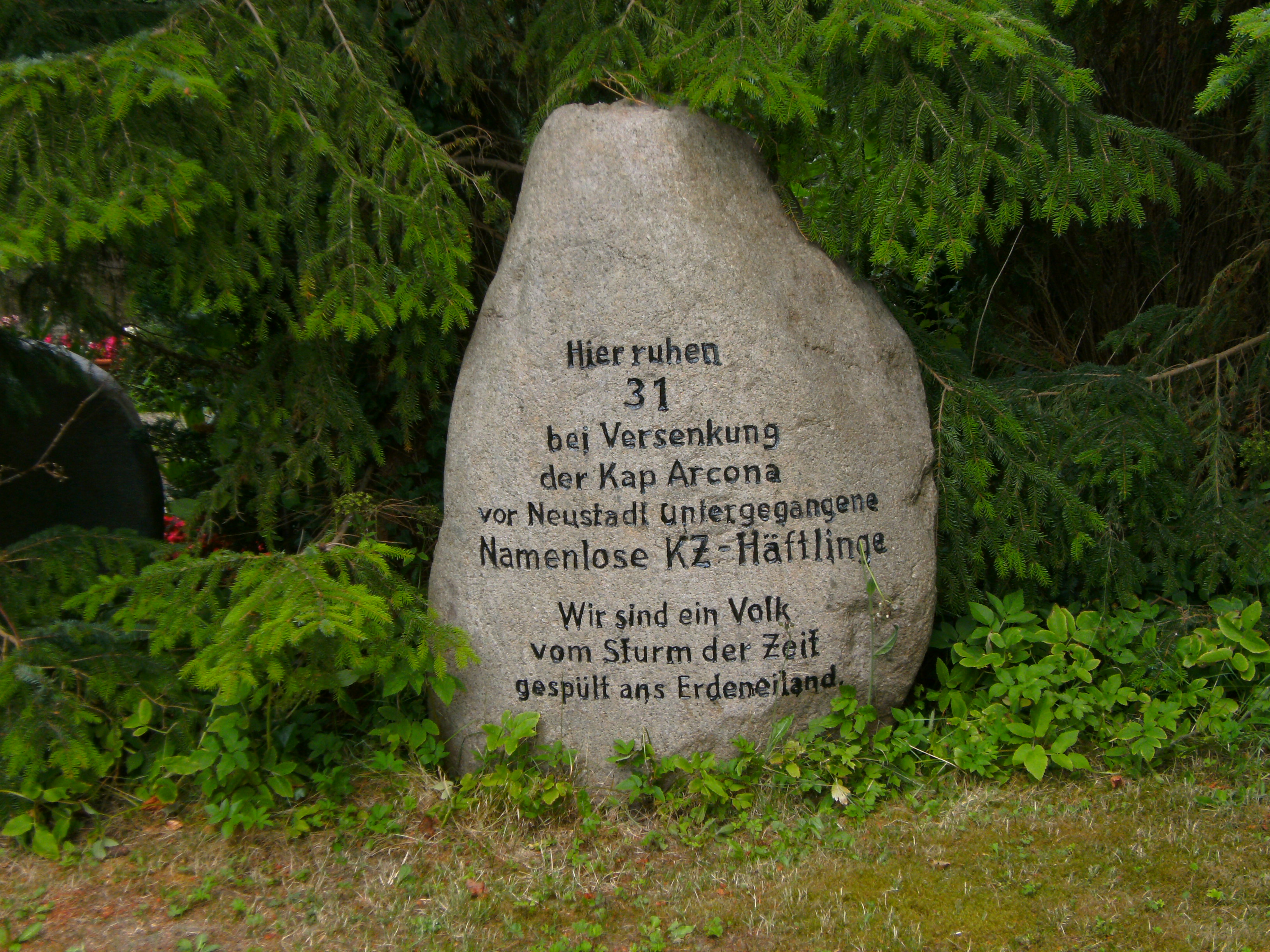
Massengrab für 31 namenlose KZ-Häftlinge der Cap-Arcona-Katastrophe auf dem Friedhof von Grube (Holstein)

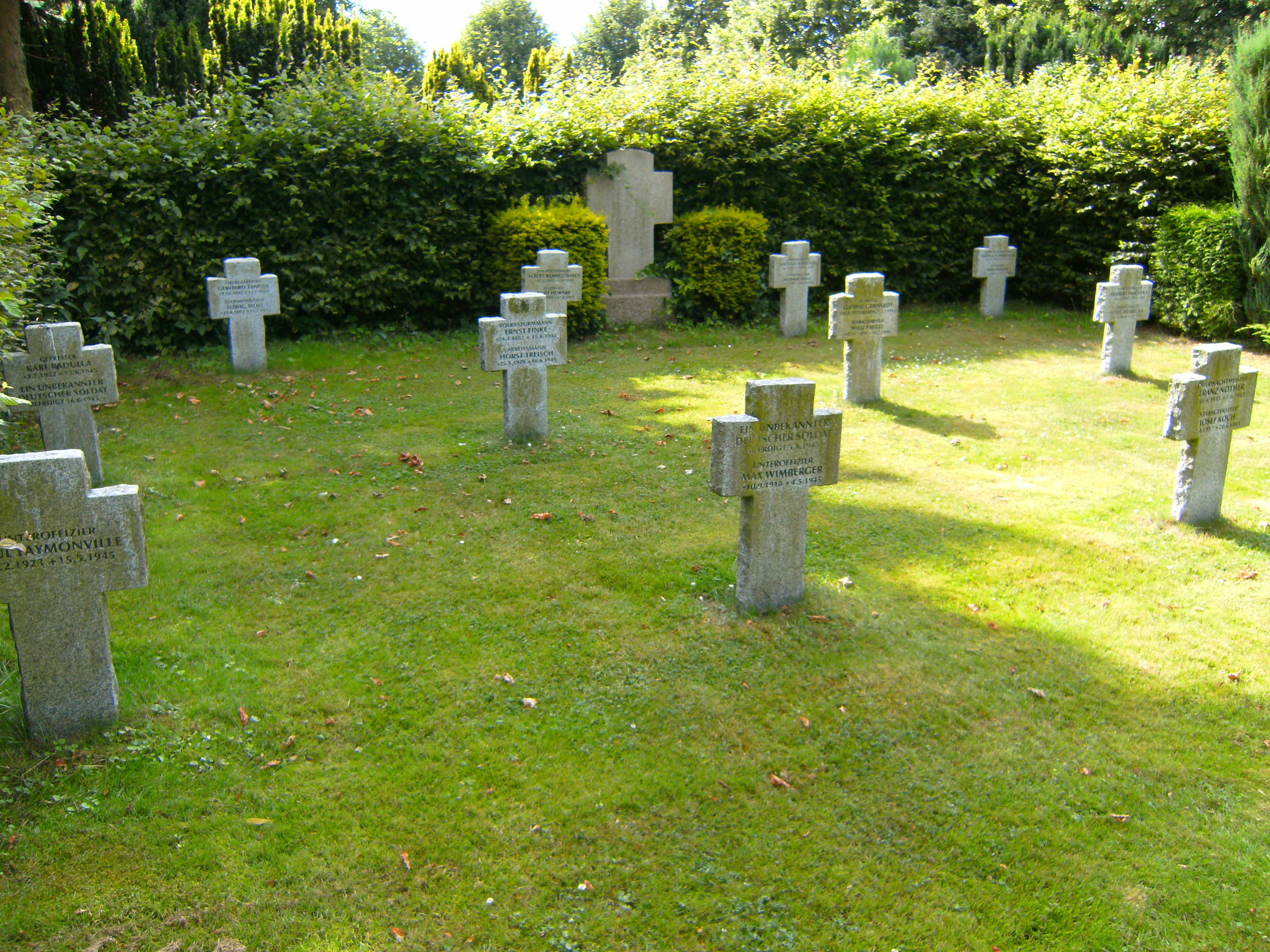
Kriegsgräberstätte für Soldaten des Zweiten Weltkriegs auf dem Friedhof von Grube (Holstein)

Der Friedhof liegt am Ortsrand direkt an der B 501 und ist von ihr durch hohe grüne Hecken getrennt.
Auf dem Friedhof befindet sich ein Massengrab für 31 namenlose KZ-Häftlinge der Cap-Arcona-Katastrophe.  Ein Findling mit Aufschrift kennzeichnet das Gräberfeld, das rechts seitlich von der Friedhofskapelle liegt.
Eine Grablage mit Kriegsgräbern des Zweiten Weltkriegs befindet sich links seitlich hinter der Friedhofskapelle und ist durch eine Hecke separiert.

### Archäologie

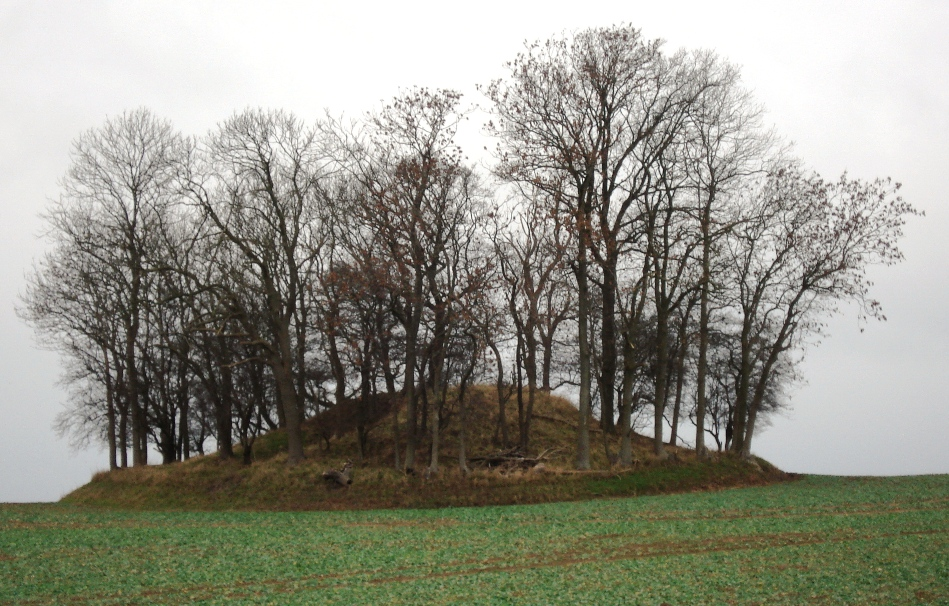
Grabhügel Eiskellerberg bei Siggeneben

Der als Eiskellerberg bei Siggeneben bekannte Grabhügel.

### Sport
Der T. S. V. Grube e. V. bietet Handball, Tennis und andere Sportmöglichkeiten an.
In Rosenfelde findet, veranstaltet vom DFK, jährlich der Internationale Naturistenlauf statt.

## Wirtschaft und Infrastruktur

### Verkehr
Grube liegt etwa drei Kilometer landeinwärts von Dahme an der B 501, die von Neustadt nach Fehmarn führt.

### Flugplatz
Der Flugplatz Grube, ein Sportflugplatz, der von Segel- und Motorfliegern im Rahmen eines Vereins genutzt wird, befindet sich im Gemeindegebiet. Der Flugbetrieb konzentriert sich daher auf das Wochenende. Alljährlich im Sommer findet im Rahmen der Jugendarbeit eine zweiwöchige Schnupperfreizeit statt. Soweit das Wetter es zulässt, findet der Flugbetrieb ganzjährig statt.

### Tourismus
Der 2,5 km lange Badestrand mit teilweise breiter Düne liegt vor dem Landesschutzdeich Rosenfelde-Dahme. Unmittelbar hinter dem Deich liegen ein Campingplatz und ein FKK-Platz am Rosenfelder Strand. Im südlichen Teil ist im 1,5 km langen „FKK-Bereich“ nackter Aufenthalt erlaubt.

## Söhne und Töchter der Gemeinde
- Johannes Stricker († 1599), lutherischer Pfarrer und Dramatiker
- Heinrich Adolf Burchardi (1788–1865), deutscher evangelisch-lutherischer Geistlicher und Abgeordneter der schleswig-holsteinischen Landesversammlung
- Samuel Christoph Burchardi (1802–1882), deutscher evangelisch-lutherischer Geistlicher und Abgeordneter der schleswig-holsteinischen Landesversammlung